# Ehrenzeichen des Landes Oberösterreich
Das Ehrenzeichen des Landes Oberösterreich ist eine mehrstufige Auszeichnung, die vom Land Oberösterreich seit 1982 vergeben wird.

## Geschichte
Mit dem Ehrenzeichen des Landes Oberösterreich werden Personen ausgezeichnet, die sich durch ihr Wirken besondere Verdienste um das Ansehen des Landes Oberösterreich oder um das Wohl seiner Bevölkerung oder sonst auf Sachgebieten, die in der Vollziehung Landessache sind, erworben haben (Gesetz über das Ehrenzeichen des Landes Oberösterreich, § 1). Das Ehrenzeichen ist siebenstufig, wobei das Große Goldene und das Große Ehrenzeichen des Landes als Halsdekorationen am Band, alle anderen Ehrenzeichen hingegen als Brustdekoration zu tragen sind. Alle Stufen des Ehrenzeichens können auch in Form einer Kleinausfertigung getragen werden. Uniformträgern ist das Tragen von Ordensspangen (Bandschnallen) mit aufgelegten Miniaturen erlaubt. Hersteller der einzelnen Stufen ist die Firma Öhler in der Neugasse in 4040 Linz.
Mit der Verleihung der Ehrenzeichen geht die Auszeichnung in den Besitz der ausgezeichneten Person über. Das Ehrenzeichen darf nur von der Person selbst getragen werden und darf zu Lebzeiten des Ausgezeichneten nicht in den Besitz anderer Personen übertragen werden. Personen, die das Ehrenzeichen tragen, oder sich als dessen Träger bezeichnen, ohne dass die Landesregierung das Ehrenzeichen der entsprechenden Stufe verliehen hat, begehen eine Verwaltungsübertretung, die mit einer Geldstrafe von bis zu 360 Euro durch die Bezirksverwaltungsbehörde zu ahnden ist. Derselbe Strafrahmen gilt für Personen, die das Ehrenzeichen in einer seiner Bedeutung herabwürdigenden Weise verwenden.
Das 16. Dezember 1982 in Kraft getretene „Gesetz über das Ehrenzeichen des Landes Oberösterreich“ löste das  Gesetz vom 10. Jänner 1963 über das Große Ehrenzeichen des Landes Oberösterreich und das Gesetz vom 23. März 1973 über das Ehrenzeichen des Landes Oberösterreich ab. Träger des bis dahin verliehenen Großen Ehrenzeichens des Landes Oberösterreich können sich seit 1982 als Träger des Großen Goldenen Ehrenzeichens des Landes Oberösterreich bezeichnen, Träger des bis dahin verliehenen Goldenen Ehrenzeichens des Landes Oberösterreich können sich seit 1982 als Träger des Großen Ehrenzeichens des Landes Oberösterreich bezeichnen.

## Ordensstufen
1. Großes Goldenes Ehrenzeichen des Landes Oberösterreich
2. Großes Ehrenzeichen des Landes Oberösterreich
3. Goldenes Ehrenzeichen des Landes Oberösterreich
4. Silbernes Ehrenzeichen des Landes Oberösterreich
5. Goldenes Verdienstzeichen des Landes Oberösterreich
6. Silbernes Verdienstzeichen des Landes Oberösterreich
7. Verdienstmedaille des Landes Oberösterreich

## Weitere Auszeichnungen
Im November 2018 wurde das Verdienstkreuz des Landes Oberösterreich für Kunst und Kultur als höchste Kulturauszeichnung des Landes geschaffen. Erster Preisträger war im Februar 2019 Alois Brandstetter. Im September 2020 erhält die Auszeichnung Valie Export.